# François Bernier
François Bernier (25 de septiembre de 1620 – 22 de septiembre de 1688) fue un viajero y médico francés, nacido en Joué-Etiau, Anjou. Durante doce años fue el médico personal del emperador mogol Aurangzeb.
Su obra Nouvelle division de la terre par les différentes espèces ou races qui l'habitent publicada en 1684 es considerada la primera clasificación moderna de las distintas razas humanas. Escribió también Viajes en el imperio Mogol, un recorrido a través de los reinados del propio Aurangzeb y de Dara Shikoh.

## Biografía
Huérfano desde joven, estuvo al cuidado de su tío. Se trasladó a París, estudiando en el Collège de Clermont. Fue entonces cuando marchó a vivir con un joven amigo, hijo natural de un consejero del parlamento de Metz. Allí conoció al filósofo Pierre Gassendi, y probablemente tomó conocimiento de Molière y Cyrano de Bergerac. Se aficionó a los viajes en la compañía de monsieur d'Arpajon, embajador de Polonia en Alemania. En 1652, durante una prolongada estancia en el sur de Francia junto a Gassendi, realizó un curso intensivo de medicina durante tres meses en la prestigiosa Facultad de Montpellier que le otorgó una titulación apta para ejercer la actividad, pero fuera de Francia.
La muerte de Gassendi en 1655 y el deseo de viajar le llevaron a iniciar un largo periplo por Oriente Medio y Etiopía. Desembarcó en Surat, India, en 1658. Mientras se preparaba para describir la historia de Dara Shikoh -tarea para la que allí estaba-, ejerció como médico en la corte de Aurangzeb, el último de los grandes emperadores mogoles.
Durante un viaje de inspección encargado por el Emperador, entre 1664 y 1665, visitó Cachemira, siendo el primer europeo que describió aquella región. Eso le permitió hacer su primer gran relato de un viaje y de una sociedad desconocida en Occidente. Al regreso, siguió viajando por los territorios del emperador y se encontró con el otro gran viajero francés de Oriente, Jean Chardin en 1666. El fundador de la Compañía de las Indias Orientales, Jean-Baptiste Colbert, le encargó un estudio del comercio en la India, que permitió a Bernier regresar a Surat.
Volvió a París en 1669. En 1671 estuvo a punto de ser encarcelado por su decisiva defensa de René Descartes. Frecuentó los salones literarios de la época, como los de Marguerite de la Sablière o Ninon de l'Enclos. En 1685 visitó Inglaterra donde conoció a algunos famosos exiliados franceses como Hortense Mancini o Charles de Saint-Évremond, entre otros. Murió en 1688 en Francia.

## Clasificación de razas
A pesar de que la palabra caucásico es un adjetivo muy usado en Estados Unidos, fue Bernier el primero que tuvo la idea racialista de que las personas del Cáucaso encarnaban la "raza blanca" por excelencia.
Durante su viaje a la India en 1659, mientras estaba comprometido con una paga con el Grand Mughal (la forma en que los europeos nombraban al gobernante del Imperio mogol), él nota que existen privilegios para las personas con una piel más pálida, por lo que elabora una parentalidad entre la "raza blanca" y la "raza de los mughal". En 1684, en uno de sus viajes a Constantinopla, según su versión, es sorprendido por la belleza de una mujer georgiana con "la piel más clara que jamás haya visto antes", la cual se encontraba en condición de esclavitud, por lo que él interpretó esta condición de belleza incluso dentro de su condición como esclava como una prueba de la superioridad de la gente del Cáucaso. Con esta historia comenzó el mito de la Odalisca (la mujer blanca esclava del Cáucaso), que se convirtió en un tema privilegiado en las pinturas de la época. A partir de su obra se elaboró la idea de la raza, estableciendo una jerarquía de grupos humanos según su color de piel, existen historiadores contemporáneos que consideran a Bernier como uno de los fundadores de las categorías raciales modernas que se expresó en el racismo moderno.
La obra más controvertida de Bernier fue la clasificación racial realizada en Nueva división de la Tierra según las diferentes especies y razas que la habitan, en donde concluía que los nativos americanos, indios, sudasiáticos y norteafricanos eran razas con características físicas distintas a otras. En ese sentido fue uno de los primeros antropólogos, aunque hay quienes han considerado que la división tiene un fondo seudocientífico racista. Otros, no obstante, consideran que la obra hay que situarla en la época y que se trataba de una aproximación científica primaria, sin pretensiones de exclusión. [cita requerida]

## Obra
- Anatomia ridiculi muris, hoc est Dissertatiunculae J. B. Morini, astrologi, adversus expositam a P. Gassendo Epicuri philosophiam. Paris 1651.

- Favilla muris, hoc est, dissertatinculae ridicule defensae a J.B. Morino, astrologo. Paris 1651.

- Histoire de la derniere Revolution des Etats du Grand Mogol. Paris 1670–1671.

- Abrégé de la philosophie de Gassendi. 1674–1684.

- Doutes à Mr Bernier sur quelques-uns des principaux chapitres de son Abrégé de la Philosophie de Gassendi. Paris 1682

- Éclaircissement sur le livre de M. de la Ville... In: Pierre Bayle: Recueil de quelques pièces curieuses concernant la philosophie de Monsieur Descartes. (Ámsterdam 1684); extractos traducidos en: Andreas Scheib (ed.) Dies ist mein Leib. Philosophische Texte zur Eucharistiedebatte im 17. Jahrhundert (Darmstadt 2008)

- Nouvelle division de la terre par les différentes espèces ou races d'hommes qui l'habitent. In: Journal des sçavans. V. 6, 1684, p. 133–140, Online.

- Traité du Libre et du Volontaire. Ámsterdam 1685.

- Extrait de diverses pièces envoyées pour étreines à Madame de la Sablière. Introduction à la lecture de Confucius. In: Journal des Sçavans, 1688, p. 47-52.

- Memoire sur le quiëtisme des Indes. In: Basnage de Beauval: Histoire des ouvrages des Savans. Septiembre de 1688, p. 47-52.